# بوم ألماني قديم
حمام البوم الألماني القديم (بالألمانية: Altdeutsches Mövchen) سلالة ألمانية من حمام الزينة، نشأت هذه السلالة من حمام البوم المدرع قصير الوجه، والذي يسمى مدرعا لتفرد جناحية عدا ريش الطيران بلون يختلف عن باقي الجسد. هي أول سلالة في ألمانيا تحمل اسم Mövchen (النورس الصغير) للشبه بينه وبين النورس في اللون.

## وصلات خارجية

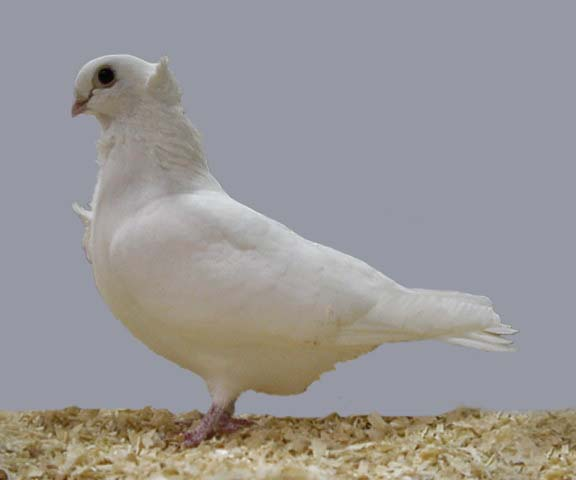
بوم ألماني قديم (أبيض غير مدرع)

- نادي حمام البوم الألماني القديم
- تاريخ حمام البوم الألماني القديم

## صور سلالات أخرى

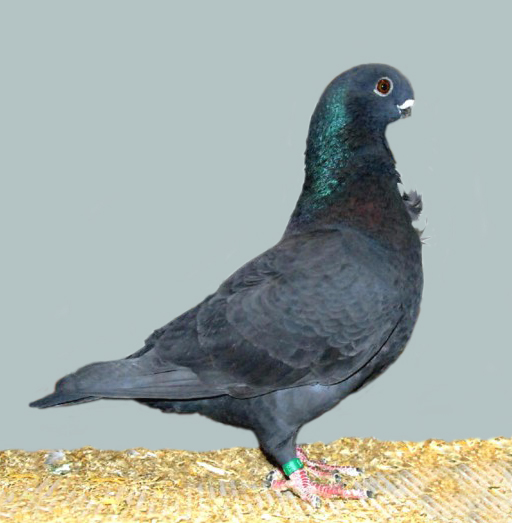
بوم أفريقي ميزة: رأس مستدير، منقار صغير، لا توجد قنزعة على رأسه
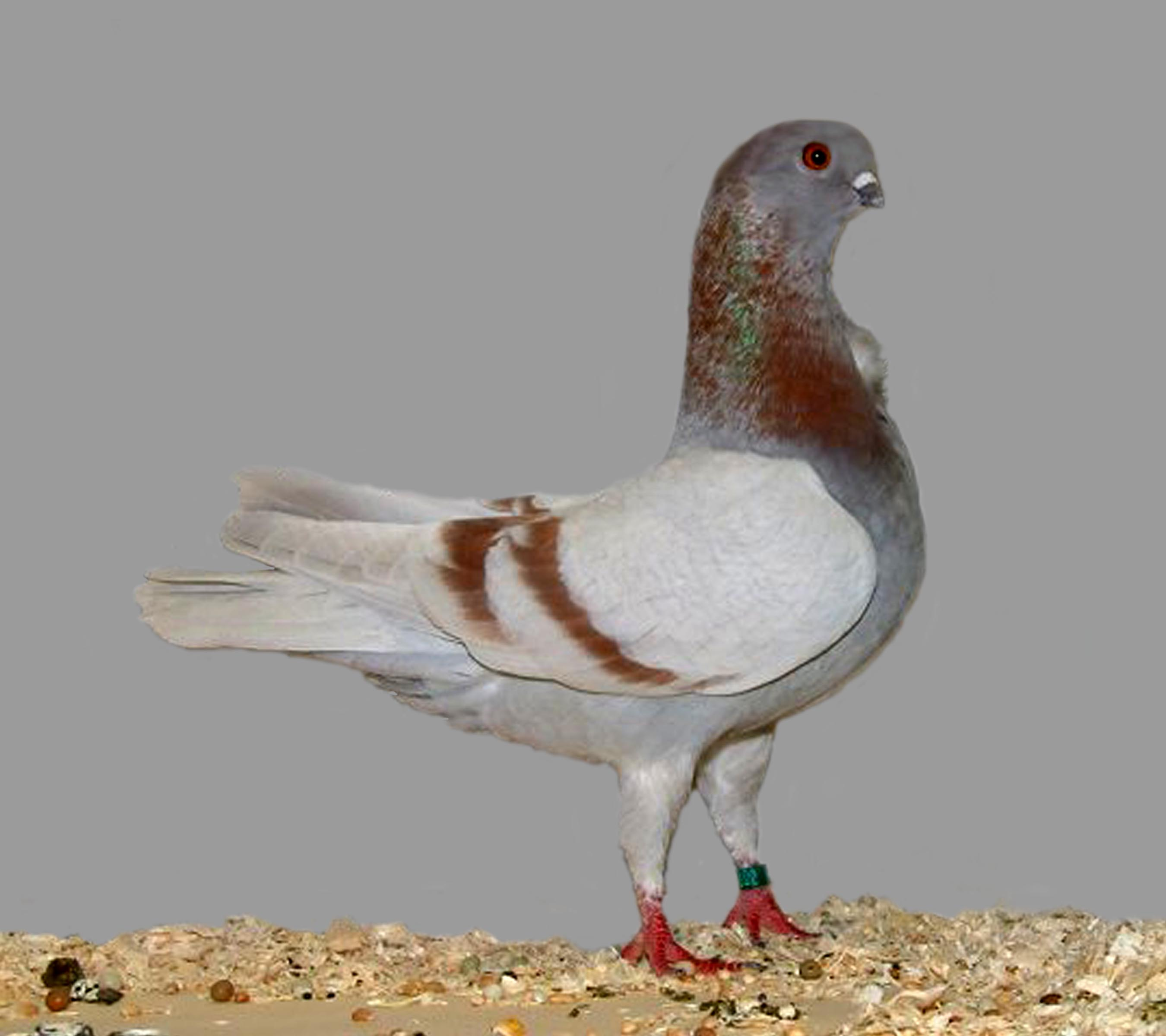
بوم إيطالي ميزة: ظهر مستقيم أفقي، لا توجد قنزعة على رأسه